# Pădurea Uricani

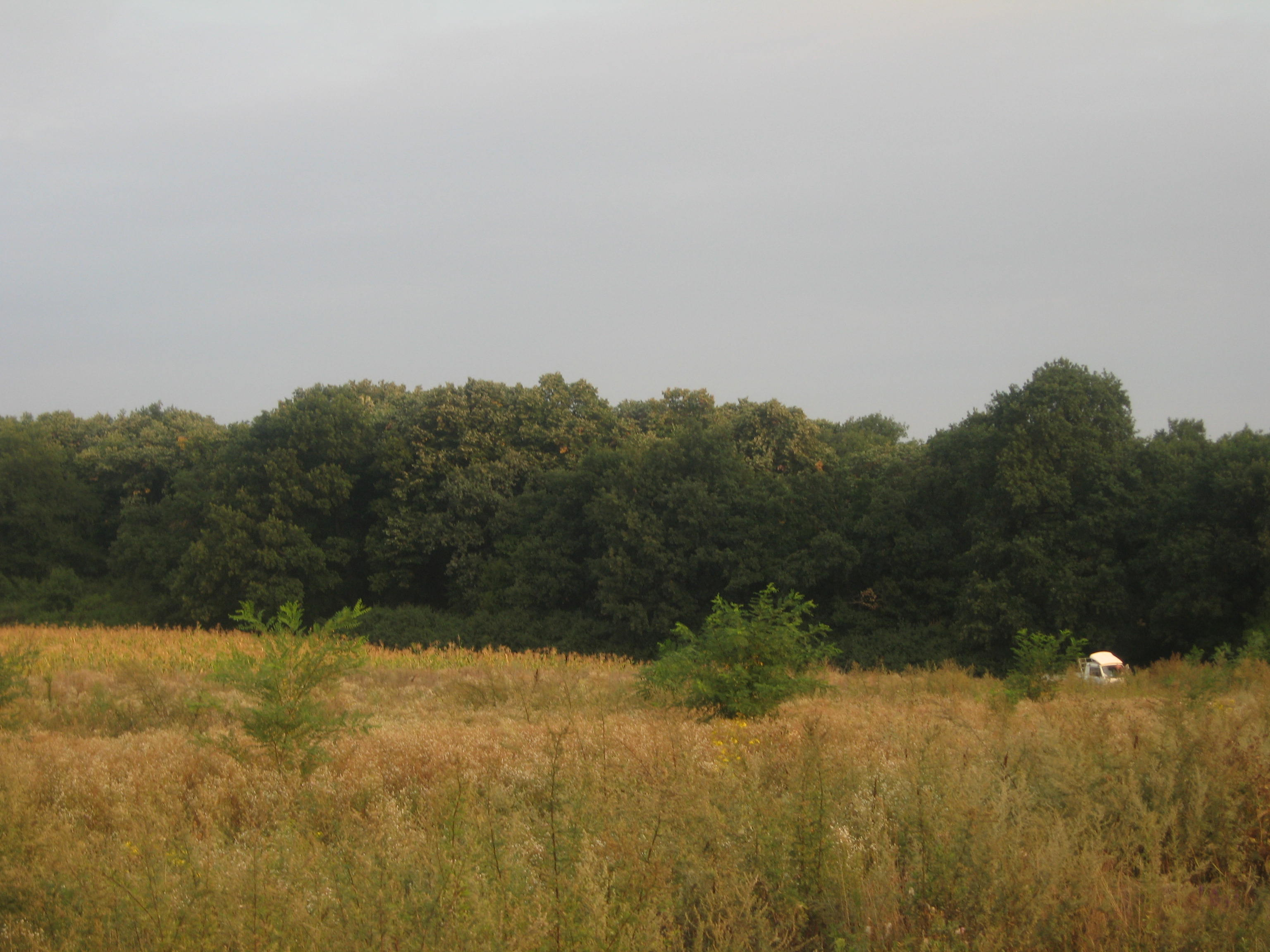
Rezervaţia naturală „Pădurea Uricani”

Pădurea Uricani este o arie protejată de interes științific național, ce corespunde categoriei a IV-a IUCN (rezervație naturală, tip forestier) situată în regiunea dealurilor mijlocii din Podișul Moldovei, pe teritoriul județului Iași. Ea se află în satul Uricani din comuna Miroslava, la 8 km sud de municipiul Iași, și se întinde pe o suprafață de 68,00 hectare.
În rezervație se ajunge de pe DJ Iași - Voinești până în punctul Valea Ursului - 8 km, după care se urmează drumul comunal Valea Ursului - Uricani - 1,5 km.
Pădurea Uricani a fost declarată rezervație în anul 1973, apoi recunoscută ca atare prin Hotărârea Consiliului Județean Iași nr. 8/1994. În prezent, statutul său este reglementat prin Legea nr.5 din 6 martie 2000 privind aprobarea Planului de amenajare a teritoriului național - Secțiunea a III-a - zone protejate . Rezervația se află în administrarea Ocolului Silvic Ciurea și se ocrotește șleaul de deal cu gorun, stejar pedunculat și tei argintiu. 
Pădurea se întinde pe un versant de deal care coboară spre lunca râului Bahlui, la o altitudine de 140 m, la circa 1 km sud de comuna Uricani. Cele mai abundente specii de arbori de aici sunt speciile de stejar (Quercus robur, Quercus pedunculiflora, Quercus petraea, Quercus polycarpa, Quercus dalehampii), arțarul (Acer campestris, Acer tataricum) și teiul (Tilia tomentosa). Pe lângă speciile ocrotite de lege, se întâlnesc aici și alte specii de arbori (cum ar fi carpen, jugastru și cireș), arbuști (corn, sânger, păducel, cătină albă), precum și floră erbacee (rogoz și lipitoare, specii intens humifere) .

## Imagini

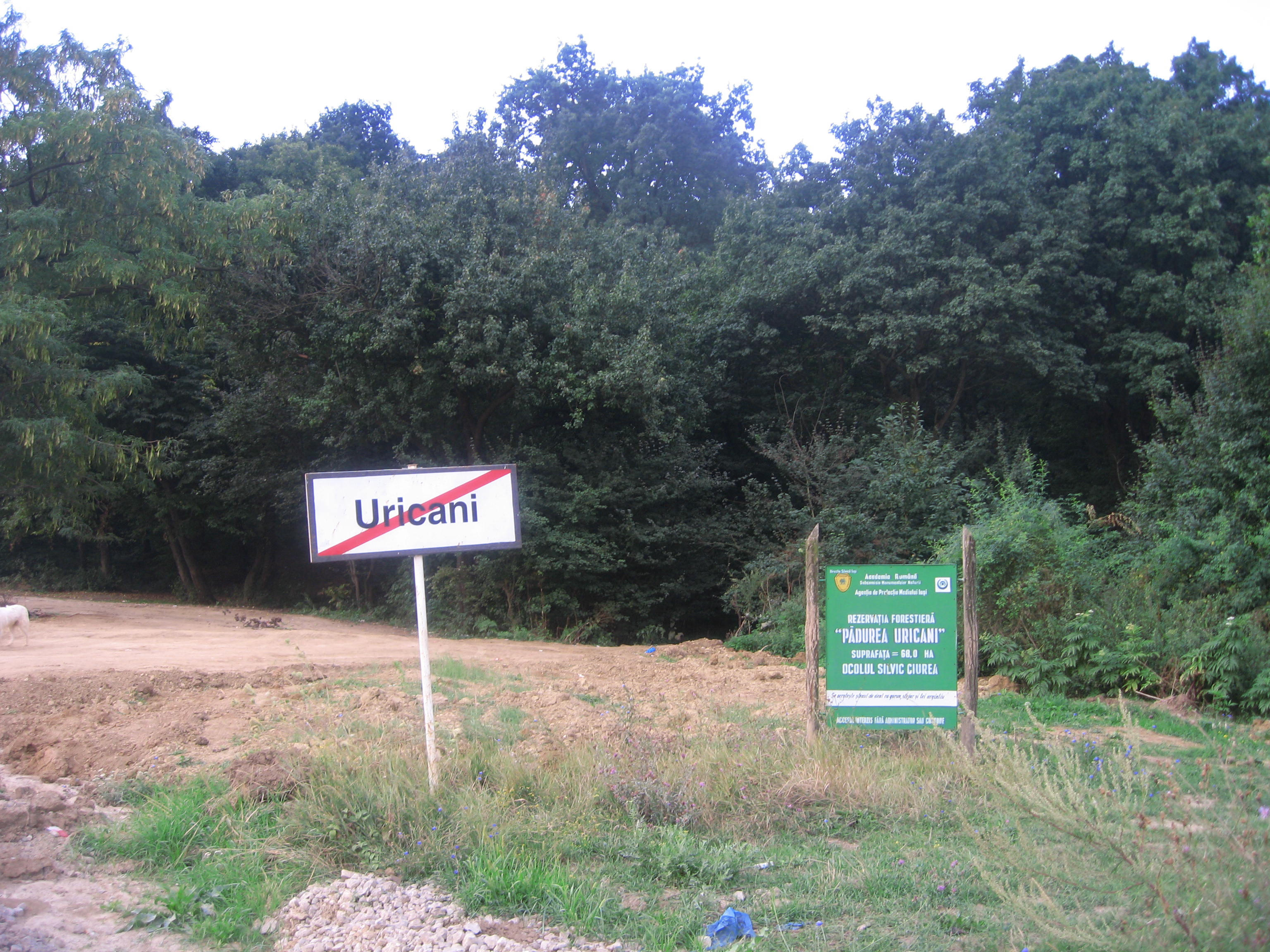
Placa de pe marginea drumului
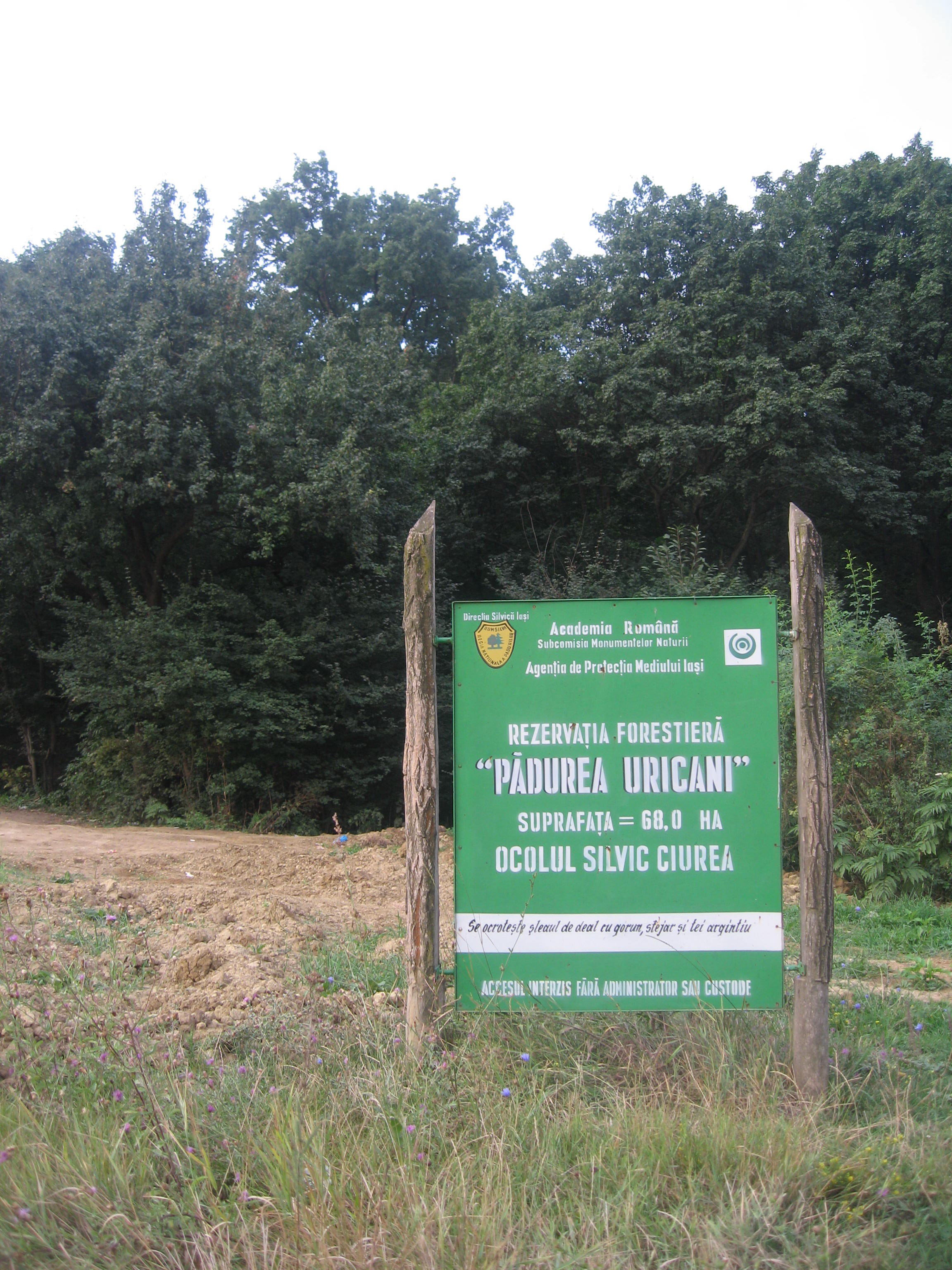
Placa care indică că ne aflăm în rezervaţie
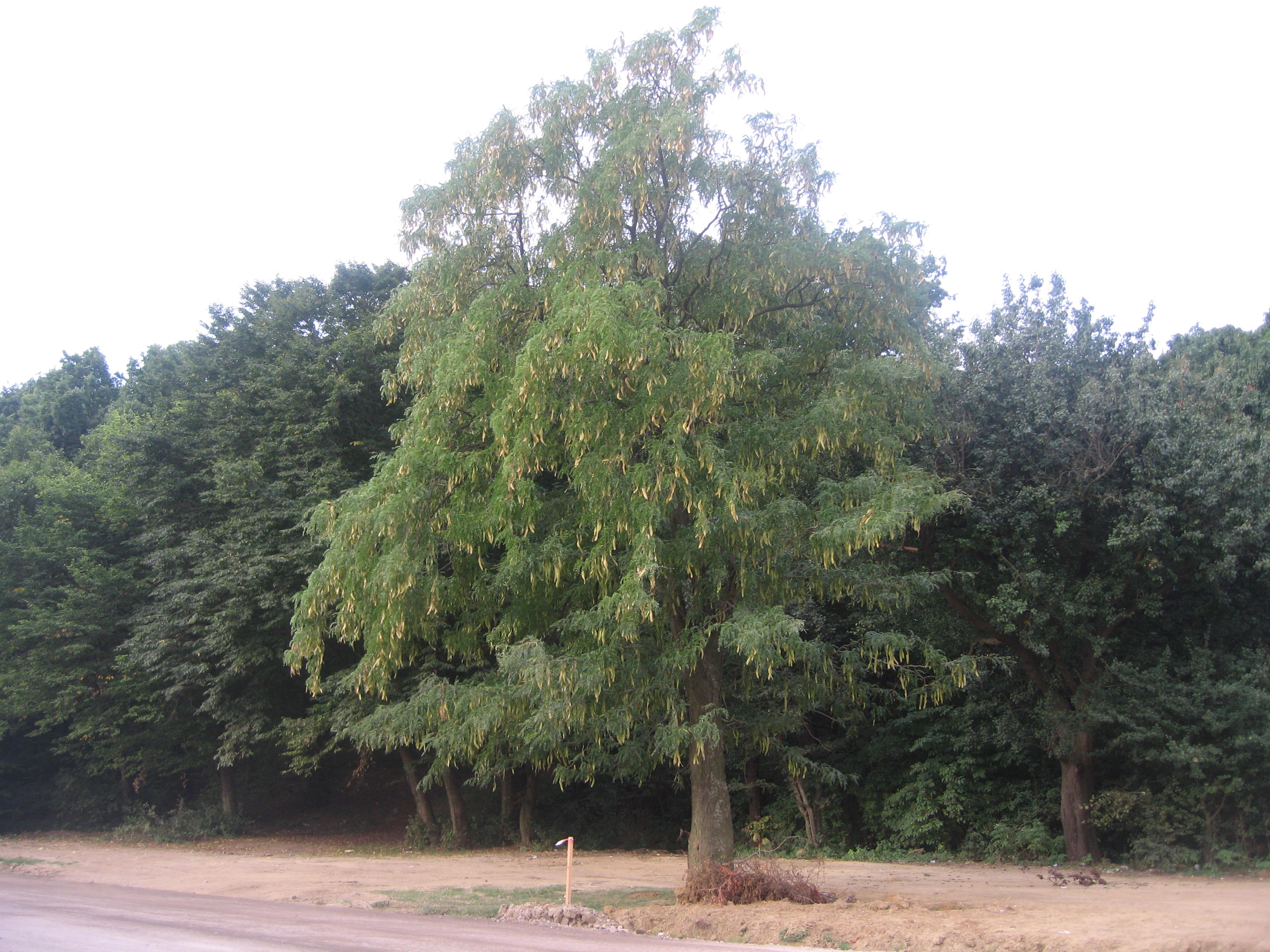
Tei argintiu
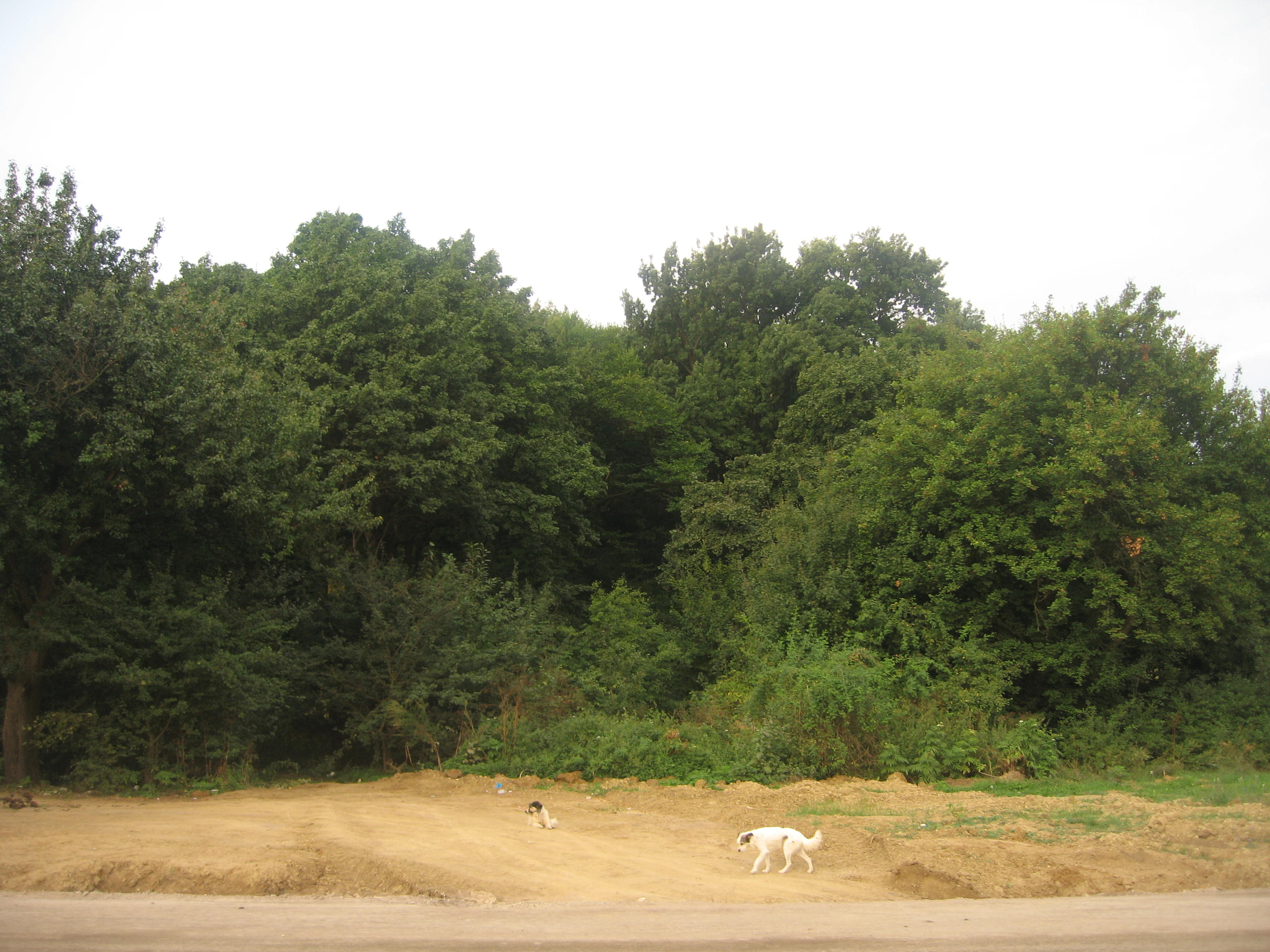
Arbori